# Turnera serrata
Turnera serrata är en passionsblomsväxtart som beskrevs av Vell.. Turnera serrata ingår i släktet Turnera och familjen passionsblomsväxter.

## Underarter
Arten delas in i följande underarter:
- T. s. brevifolia
- T. s. latifolia